# 马蒂格站
马蒂格站是法国的一个铁路车站，位于法国城市马蒂格。
除了马蒂格站外，马蒂格市镇范围内还有架圣站和拉库罗讷-卡罗站等铁路客运车站。为进行区分，有时马蒂格站又被成为「拉韦拉站」（Lavéra）。

## 位置
马蒂格站位于马蒂格市区的西部大约2公里的高地上，米拉马斯－莱斯塔克铁路839.300公里处，距离米拉马斯大约30公里。车站大致呈南北走向，主站房位于铁路线东侧。

## 设施
马蒂格站设有人工售票窗口，其开放时间如下：
- 周一：6:00~13:15
- 周二至六：9:50~17:00
- 周日及节假日：关闭

此外，马蒂格站站内还设有自动售票机等设施。

## 停靠线路
以下列车线路在马蒂格站停靠：
| 马蒂格站列车线路表 |      |        |               |              |
| 线路               | 车种 | 上一站 | 下一站        | 大致运行频率 |
| 米拉马斯—马赛      | TER  | 架圣   | 拉库罗讷-卡罗 | 每天14趟左右 |
| 1.                 |      |        |               |              |

## 配套交通

### 长途客车
马蒂格站附近暂无长途大巴车停靠。马蒂格市区内有省内大巴车可前往马赛、马里尼阿讷等地。此外，当铁路线施工或罢工时，SNCF可能也会提供途径该线路沿途站点的大巴车，其车票可与铁路车票通用。

### 市内交通
| 马蒂格站附近的市内公共交通线路 |              |                                             |
| 公交车站名称                   | 位置         | 停靠线路                                    |
| Gare SNCF 马蒂格-火车站        | 马蒂格站门口 | - 23路：马蒂格-天地广场 ↔ 马蒂格-拉格拉瓦德 |
| 1. 2.                          |              |                                             |

### 社会车辆
马蒂格站门口设有社会车辆停车场。

## 临近车站
| 马蒂格站（Gare de Martigues）  |                        |                         |
| 上行车站                       | 线路                   | 下行车站                |
| 架圣站 2km ←                   | 米拉马斯－莱斯塔克铁路 | 拉库罗讷-卡罗站 → 6.8km |
| - 本表仅显示运营中的线路及车站 |                        |                         |